# Syllepte amelialis
Syllepte amelialis là một loài bướm đêm trong họ Crambidae.